# Къзължарски район
Къзължарски район (на казахски: Қызылжар ауданы) е съставна част на Северноказахстанска област, Казахстан. Административен център е град Бескол. Обща площ 6064 км2 и население 44 064 души (по приблизителна оценка към 1 януари 2020 г.).